# Алин Макман
Алин Макман (енгл. Aline MacMahon) је била америчка глумица, рођена 3. маја 1899. године у Питсбургу, а преминула 12. октобра 1991. године у Њујорку.